# Timmia
Timmia är ett släkte av rundmaskar. Timmia ingår i familjen Chromadoridae.
Kladogram enligt Catalogue of Life:
| Timmia | \| \| Timmia bipapillata \| \| \| \| \| \| Timmia parva \| \| \| \| |
|        | \| \| Timmia bipapillata \| \| \| \| \| \| Timmia parva \| \| \| \| |
|        | Timmia bipapillata                                                  |
|        |                                                                     |
|        | Timmia parva                                                        |
|        |                                                                     |